# Hot News (film 1953)
Hot News è un film del 1953 diretto da Edward Bernds.
È un film d'azione statunitense ambientato nel mondo del pugilato con Stanley Clements, Gloria Henry e Ted de Corsia. Il film fu rifatto come episodio della serie televisiva antologica Lux Video Theatre nel 1956.

## Produzione
Il film, diretto da Edward Bernds su una sceneggiatura di Charles R. Marion e Elwood Ullman, fu prodotto da Ben Schwalb per la Monogram Pictures dall'8 luglio 1953. Il titolo di lavorazione fu Tabloid.

## Distribuzione
Il film fu distribuito negli Stati Uniti dall'11 ottobre 1953 dalla Allied Artists Pictures.

## Promozione
Le tagline sono:
- "THEY'LL FIX ANY FIGHT...THROW ANY GAME...FRAME ANY GIRL! The Headline story of the gambling mobsters...and the reporter who smashed them!".
- "blackmail racket blaster!".
- "He's Set For The Kill...in the fight arena,,,in blazing headlines...in a woman's scheming heart!".
- "THE BLACK HAND OF THE 'FIX MOB' STRANGLING THE SPORTS WORLD!".